# Aphanogmus aphidi
Aphanogmus aphidi är en stekelart som först beskrevs av Jean Risbec 1955.  Aphanogmus aphidi ingår i släktet Aphanogmus och familjen pysslingsteklar. Inga underarter finns listade i Catalogue of Life.